# Bludov (Dolní Dvořiště)
Bludov (také Pludau nebo Pludawa, Bludau) je zaniklá ves, nyní pomístní název obce Dolní Dvořiště v okrese Český Krumlov.

## Historie
První písemná zmínka je z roku 1379 (vlla Bludow). Název vsi má souvislost se staročeským příjmením Blúd.
V roce 1843 byl Bludov uváděn pod názvem Bludau, patřil do panství Rožmberk a do farnosti Horní Dvořiště. Stálo zde 11 domů a žilo 79 obyvatel. V letech 1869–1910 byl Bludov uváděn pod názvem Bludau jako osada obce Jenín (tehdy Kodetschlag), v letech 1921–1930 jako osada obce Jenín, v roce 1950 jako osada obce Rybník. V dalších letech Bludov jako osada zanikl. V roce 1930 bylo v Bludově 17 domů a 108 obyvatel, z toho 22 Čechů, 82 Němců a 4 cizozemci.

## Obyvatelstvo
|           | 1869 | 1880 | 1890 | 1900 | 1910 | 1921 | 1930 | 1950 |
| --------- | ---- | ---- | ---- | ---- | ---- | ---- | ---- | ---- |
| Obyvatelé | 94   | 107  | 100  | 101  | 99   | 111  | 108  | 6    |
| Domy      | 12   | 17   | 17   | 17   | 17   | 17   | 17   | .    |